# Шаповаленко Іван Савелійович
Іван Савелійович Шапова́ленко (Шаповалов) (нар. 1820, Гречанівка — пом. 15 липня 1890, Дуван) — український живописець, художник-мозаїст, засновник мозаїчної майстерні в Росії.

## Біографія
Народився у 1820 році в целі Гречанівці Кременчуцького повіту Полтавської губернії Російської імперії (тепер Гадяцький район Полтавської області, Україна). Був кріпаком поміщика П. Капніста. У 1836 році отримав відпускну. Навчався в Петербурзькій академії мистецтв та Римській академії святого Луки.
Живучи в Італії з 1834 року, виконав багато копій з картин відомих італійських художників. У 1845—1851 роках був пенсіонером російських мозаїстів у Римі, які виконували образи для Ісаакіївського собору у Санкт-Петербурзі. Повернувшись до Росії, працював старшим майстром мозаїчного закладу при Петербурзькій академії мистецтв.
Помер 15 липня 1890 року в селі Дувані (тепер Башкортостан, Росія).

## Твори
Серед творів:

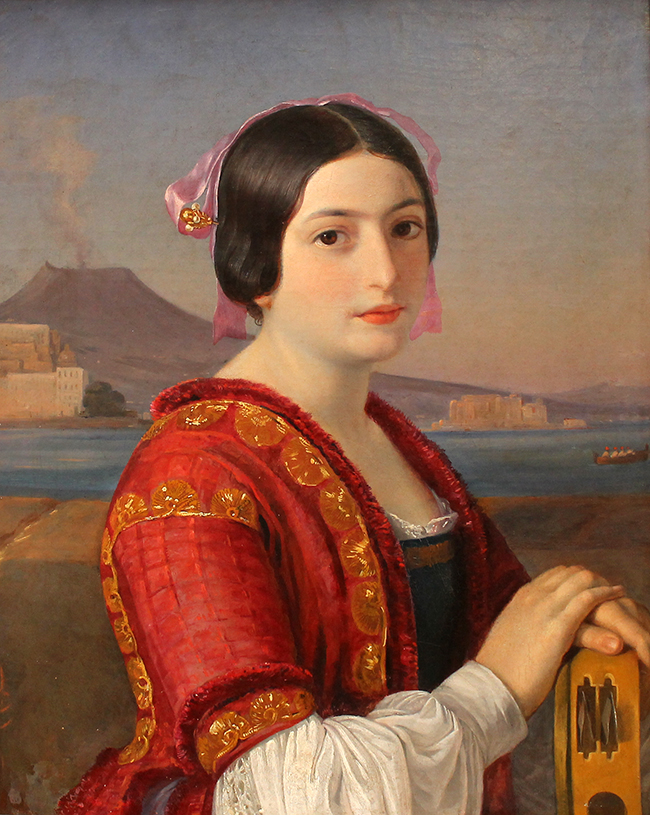
«Портрет італійки»

- «Портрет італійки» (кінець 1830-х років, Чернігівський обласний художній музей імені Григорія Ґалаґана);
- копії двох мозаїчних підлог давніх лазень в Отріполі, Італія (тепер у павільйонному залі Ермітажу).